# Проконсул провінції Африка
Проконсул провінції Африка (лат. Proconsul prouinciae Africae) — одна з найважливіших адміністративних посад у Римській республіці та Римській імперії, що відповідала за управління провінцією Африка. Ця посада проіснувала з II століття до н.е. до V століття н.е і мала особливе значення через стратегічне та економічне становище провінції.

## Історичний контекст
Провінція Африка (сучасні Туніс, східний Алжир і західна Лівія) була не лише економічно й стратегічно важливою частиною Риму, але й політично значущою територією. З'явилась з часів поразки Карфагену у Третій Пунічній війні. Африка швидко стала однією з найпродуктивніших провінцій, що експортувала зерно, оливкову олію, вино, худобу, тканини, а також гончарні вироби. За обсягом експорту вона випереджала багато інших регіонів імперії.
У III столітті н.е. регіон відігравав  важливу роль у підтримці внутрішньої стабільності імперії, зокрема в контексті «Кризи третього століття». Під час численних громадянських війн і вторгнень варварів саме африканське зерно давало змогу Риму вистояти економічно. Африканські міста залишалися осередками лояльності до центральної влади, і тому африканські еліти були важливими союзниками імператора. В Африці активно розвивалося християнство, що дало світові таких постатей, як Тертулліан, Кипріян та Августин.

## Походження посади
Посада проконсула Африки бере свій початок ще з часів пізньої Римської республіки. Проконсули були колишніии консулами, яким Сенат надавав імперіум (владні повноваження) для управління провінціями. У період Республіки такі проконсульства часто асоціювалися з тривалими військовими кампаніями (наприклад, проти карфагенян, македонців чи галлів). Успішне проконсульство часто було засобом для просування політичної кар’єри, здобуття тріумфу, а також збагачення. Провінція Африка виникла у 146 р. до н.е. після перемоги Риму над Карфагеном. Вона одразу отримала статус сенаторської проконсульської провінції, яка залишалася незалежною від імператорських легатів. Африка включала в себе родючі землі, які постачали зерно до Риму, що забезпечувало їй виняткову політичну вагу. У республіканський період проконсули мали військові повноваження, але з приходом імперії ця функція обмежувалася — проконсули доби імперії втратили право командування великими арміями, проте зберегли вплив завдяки контролю над судочинством, адміністрацією міст та податковою системою.. Африка залишалася «мирною» провінцією, де не було легіонів, а отже — вища цивільна влада мала особливий авторитет. У провінціях, таких як Африка, проконсульство залишалося почесною посадою, до якої прагнули впливові сенатори. Призначенням опікувався Сенат. 

## Функції та повноваження проконсула
Проконсул Африки обіймав одну з найвпливовіших і найбільш відповідальних посад у системі римського провінційного управління. Він одночасно виступав як виконавчий адміністратор, вищий судовий арбітр, головний податковий інспектор, організатор оборони, дипломат і патрон місцевих громад. Його функції охоплювали всі сфери життя провінції. Проконсул особисто контролював інфраструктуру — дороги, акведуки, громадські споруди, а також мав повноваження призначати або затверджувати місцевих магістратів, забезпечуючи політичну стабільність на місцях. Судова влада проконсула охоплювала не лише цивільні та кримінальні справи, а й церковні суперечки, які набули особливого значення після легалізації християнства. Особливо важливою була його роль як арбітра в конфліктах між міськими радами, приватними особами та церковною ієрархією. Відомо, що проконсули особисто головували на судових засіданнях, які відбувалися в основних містах провінції.
Фіскальна функція включала контроль над надходженням податків, зокрема життєво важливого зернового податку (аннони), що транспортувався до Риму. В умовах політичної чи економічної кризи саме ефективність проконсула визначала, чи отримає столиця необхідні ресурси. Незважаючи на те, що регулярні війська йому не підпорядковувалися, проконсул мав право мобілізувати місцеві ополчення та організовувати оборону прибережних міст у разі нападу піратів або берберських племен. Його дипломатичні повноваження дозволяли вести перемовини з регіональними правителями (reges gentium) та укладати тимчасові мирні угоди, демонструючи автономію і оперативність дій.
Водночас проконсул виконував важливу символічну та соціальну функцію. Він постійно взаємодіяв з місцевими елітами, підтримував добрі стосунки з сенаторами, єпископами й заможними землевласниками. Його діяльність часто включала фінансування або ініціювання будівництва терм, базилік, театрів, які зберігали пам’ять про його патронат у мармурових написах. Проконсули були фігурами публічного життя — вони виступали на урочистостях, брали участь у святкуваннях, забезпечували харчування під час неврожаїв або стихійних лих. Така благодійність формувала образ не лише чиновника, а й справжнього захисника інтересів громадян. У релігійному контексті проконсули відігравали роль посередників між імператорською владою та місцевими церквами. Їхня присутність на соборах, втручання у суперечки між єпископами і навіть репресії проти єресей (як-от донатизм) робили їх ключовими гравцями на перетині церковної та держав 

## Приклад значення проконсулату Африки: Гай і Луцій Септимій Север
У 173–174 рр. н.е. проконсулом Африки був Гай Септимій Север, римський сенатор і представник відомого місцевого роду з міста Лептіс-Магна. Його перебування на посаді відбувалося в один із найскладніших періодів — під час правління імператора Марка Аврелія, коли Римська імперія переживала глибоку військову та економічну кризу, зумовлену вторгненнями германців і спалахами чуми. У цих умовах значення стабільних провінцій, таких як Африка, зростало.
Як проконсул, Север активно сприяв посиленню імперського авторитету та укріпленню громадського порядку. Одним із найвизначніших досягнень його адміністрації стало спорудження тріумфальної арки в Лептісі, присвяченої імператору. Цей проєкт був символом лояльності до Риму та зміцнення зв'язку між провінцією і центральною владою. Частину коштів на будівництво надала міська рада та приватні благодійники, зокрема Авілій Каст, що засвідчувало ефективну взаємодію проконсула з місцевою елітою. Арка стала не лише архітектурною домінантою міста, а й виразом культури меценатства, політичного союзу та громадської єдності.
Север також відомий своєю адміністративною прозорістю, підтримкою громадських ініціатив і посередництвом у конфліктах між містами та християнськими громадами, що зростали в цей період. Його дії продемонстрували приклад узгодження імперської політики з місцевими реаліями. Значну увагу він приділяв юрисдикційним справам і публічному судочинству, регулярно проводивши судові сесії, під час яких особисто головував.
Його легатом був молодий Луцій Септимій Север — майбутній імператор, що лише нещодавно завершив квестуру. Цей факт ілюструє важливість сімейних зв’язків у кар’єрному просуванні, але й те, як служба в Африці могла стати трампліном для найвищих посад в імперії. Саме у провінційній адміністрації Луцій отримав перші навички управління, які згодом використав як правитель усієї імперії. Цей факт демонструє як практику родинного протекціонізму, так і значення проконсулату як стартового майданчика для великих політичних кар’єр. 

## Проконсул Африки за доби реформ Діоклетіана та Костянтина Великого
У добу реформ Діоклетіана та Костянтина проконсул Африки не лише зберіг, а й посилив свої повноваження, втілюючи водночас республіканську традицію та імперську модернізацію системи влади. У III–IV ст. Римська імперія переживала глибоку трансформацію державного апарату, що особливо позначилось на провінційній адміністрації. Реформи Діоклетіана (284–305) і Костянтина Великого (306–337) започаткували нову систему поділу провінцій, діоцезів і префектур. Африка не була винятком і зазнала важливих змін, які мали прямий вплив на роль проконсула. 
Діоклетіан реформував систему управління, розділивши великі провінції на менші одиниці задля ефективнішого контролю. Внаслідок цього з класичної провінції Africa Proconsularis виокремили низку адміністративних одиниць: Бізацена, Триполітанія, Нумідія тощо. Однак, на відміну від більшості інших регіонів, проконсулат Африка зберіг свій привілейований статус і продовжував управлятися проконсулом, а не імператорським легатом або віце-префектом. Це свідчило про виняткову політичну вагу і високий авторитет цієї посади.
За Костянтина проконсул Африки підпорядковувався не лише сенату, а також входив у адміністративну структуру новоствореного діоцезу Африка, який став частиною префектури преторіанської Галлії. Утім, проконсул залишався єдиним представником старої сенаторської моделі управління, що втілювала спадкоємність класичного римського адміністративного ідеалу. У «Notitia Dignitatum» (кінець IV – початок V ст.) проконсул Африки згадується як посада, що зберігає винятковий статус і не підпорядковується віце-префекту. За імператора Костянтина Великого було засновано нову посаду Коміси Африки (comes Africae) - головнокомандувач регіональної армії. Прикладом економічного успіху регіону було те, що імператор Костянтин утримував спеціального урядовця – префекта аннони Африки, який відповідав за організацію навігації зерна до Риму Реформи Костянтина також посилили роль проконсула в питаннях юрисдикції та церковного арбітражу. У контексті боротьби з донатизмом саме проконсул мав право розглядати церковні апеляції, конфісковувати майно сектантів і скеровувати імперську політику у сфері релігії в провінції. Також активно розвивалась торгівля рибною продукцією, керамікою (африканська «червона глазурована кераміка») та рабами, яких здебільшого брали із місцевого населення.  

## Занепад посади
До V ст. провінція Африка залишалась однією з найважливіших у Західній Римській імперії. За імператорів-переставників Африка залишалася сенаторською провінцією під управлінням проконсула. Поряд із ним діяв військовий комісар (comes Africae) із завданням оборони. Зміцнення влади східних і західних імператорів, а також донатистські конфлікти в африканському християнстві уже ослабляли внутрішню єдність провінції

### Вандальське завоювання Північної Африки
За правління західного імператора Валентиніана III та східного Феодосія II у 429 році король вандалів Гайзерик очолив військове вторгнення до Північної Африки. Невдовзі без особливого спротиву, вандали захопили Гіппон і протягом 430-х років поступово території провінції. У 439 року Гайзерик узяв Карфаген і підкорив решту територій провінції Африки . Цей момент вважається фактичним «розривом» римської адміністрації в Африці. Після 439 р. імперську владу в Африці фактично було втрачено. Падіння Африки супроводжувалося посиленням ролі місцевих військових керівників: наприклад, римський генерал Боніфацій, командувач армії Африки (comes Africae), перебував у змові з Гайзериком у 429–430 рр., фактично самостійно вирішуючи долю провінції. З цього часу престиж звичайного проконсула різко впав, оскільки реальну владу мали воєнні правителі та, зрештою, вандальські королі. 
За часів занепаду провінційної адміністрації Африки ключове значення мали загальні реформи імперії. Розкол Римської імперії на Захід і Схід, а також нестабільність центральної влади (зречення Гонорія у 423 р.) віддаляли Рим від африканських справ. Місцеві сенатори та чиновники ставали все автономнішими. Хоч офіційно проконсул зберігав свій титул у провінції, фактично він втратив ґрунт під ногами: у цивільному управлінні зростала роль префектів (при Візантії – префектури Африки), а влада перемістилася до військових командувачів і варварських правителів.  Наприклад, у Карфагені все ще проживав проконсул, але з титулом проконсула Карфагена , що означало значне зниження імперської влади [6] Військова криза кінця IV – поч. V ст. зробила Африку вразливою. Західна імперія відволікла більшість легіонів на оборону Італії та Галії, тож у Африці залишалися поодинокі підрозділи.
Економічний занепад почався ще до приходу вандалів через посухи, зменшення виробництва та внутрішні крамоли (наприклад, Донатистський рух сприяв конфіскаціям церковних земель і втратам прибутків). В результаті фінанси провінції були виснажені. Коли ж вандали остаточно захопили більшу частину Африки, вони вивели з-під оподаткування великі земельні угіддя, що призвело до значного зменшення римських податкових надходжень. 

## Провінція за часів Візантійської імперії
Після перемоги над Вандалами в 533–534 роках імператор Юстиніан I здійснив адміністративну реформу в Північній Африці. Хоча він формально відновив старий римський поділ провінцій, однак вніс принципові зміни, що мали стратегічне значення для централізації влади. Найважливішою з них стало підвищення статусу губернатора Карфагена до рангу префекта преторія. Таким чином, Африканська єпархія вийшла з-під підпорядкування преторіанської префектури Італії, яка все ще залишалася під контролем Остготського королівства, і стала окремим адміністративним центром.
Новий префект мав резиденцію в Карфагені й керував сімома провінціями, які були поділені на два типи за рангом їхніх очільників. Чотири з них — Тінгі, Карфаген, Візакій і Триполі — мали консульських правителів, що підкреслювало їхній підвищений статус. Інші три провінції — Нумідія, Мавританія та Сардинія — керувалися пресидіями (намісниками), що зберігали більш традиційний римський адміністративний устрій. Ця реформа остаточно поклала край посаді проконсула Африки, яка раніше відігравала ключову роль у римській провінційній системі. 

## Список проконсулів

### Республіканський період (вибрані проконсули)
- Публій Корнелій Сципіон Назіка Серапіон (111 до н.е.)
- Луцій Аврелій Котта (105 до н.е.)
- Гай Семпроній Тудитан (100 до н.е.)
- Гай Юлій Цезар (62 до н.е.)
- Луцій Афраній (бл. 60 до н.е.)
- Марк Емілій Лепід (42-36 до н.е.)
- Публій Корнелій Долабелла (30-ті до н.е.)

### Імперський період (вибрані проконсули)
- Марк Фурій Камілл (17-18)
- Марк Юній Сілан (36)
- імовірно знову Марк Юній Сілан (до 39)
- Гай Вітразій Полліон (до 41)
- Тит Статілій Тавр (52-53)
- Гай Віпстан Апроніан (68-69)
- Луцій Кальпурній Пізон (69-70)
- Публій Галерій Трахал (78-79)
- Луцій Фунісулан Веттоніан (91-92)
- Луцій Яволен Пріск (101—102)
- Луцій Корнелій Пузіон Анній Мессала (103—104)
- Гай Корнелій Рар Секстій (108—109)
- Квінт Помпоній Руф (110—111)
- Луцій Росцій Еліан Мецій Целер (116-118)
- Луцій Катілій Север Юліан Клавдій Регін (123—124 — 125)
- Марк Помпей Макрін Неос Феофан (130—131)
- Тиберій Юлій Секунд (131—132)
- Гай Бруттій Презент Луцій Фульвій Рустік (134—135)
- Луцій Вітразій Фламінін (137—138)
- Тит Сальвій Руфін Мініцій Опіміан (138—139)
- Тит Пріферній Гемін (140—141)
- Секст Юлій Майор (141—142)
- Гай Валерій Євдемон (142—143)
- Публій Туллій Варро (143—144)
- Луцій Мініцій Натал Квадроній Вер (153—154)
- Луцій Гедій Руф Лолліан Авіт (157 — 158—159)
- Клавдій Максим (158—159)
- Квінт Воконій Сакса Фід (161—162)
- Секст Кокцей Северіан (162—163)
- Маній Ацилій Глабріон Гней Корнелій Север (166? — 167)
- Салвій Юліан (167—168 — 168—170)
- Марк Бассей Руф (168—169)
- Гай Серій Авгурин (169—170)
- Гай Септимій Север (173—174)
- Гай Веттій Сабініан Юлій Хоспет (190—191)
- Публій Корнелій Ануллін (192—193)
- Гай Юлій Аспер (200—201 — 204—205)
- Марк Валерій Брадуа Маврик (205—206)
- Гай Валерій Пуденс (211-212)
- Луцій Марій Максим Перпетв Авреліан (213-215)
- Діон Кассій (221)
- Аспасій Патерн (257—258)
- Галерій Максим (258—259)
- Секст Кокцей Аніцій Фауст Паулін (між 265 й 268)
- Тіт Клавдій Марк Аврелій Аристобул (290—294)
- Квінт Клодій Гермогеніан Олібрій (361—362)
- Публій Ампелій (364—365)
- Секст Рустік Юліан (371/372—373)
- Флавій Евсигній (383—384)
- Латиній Пакат Дрепаній (389—390)
- Емілій Флорій Патерн (392—393)
- Флавій Герод (394—395)
- Флавій Аніцій Пробін (396—397)

- Аврелій Аніцій Сіммах (415)